# Kilchoman Cross

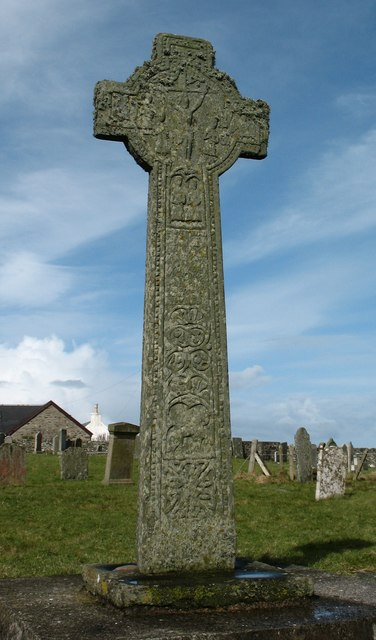
Kilchoman Cross

Das Kilchoman Cross ist ein Keltenkreuz auf der schottischen Hebrideninsel Islay. Es befindet sich im Nordwesten der Insel nahe der Siedlung Kilchoman. Das Kreuz steht auf dem Friedhof der Kilchoman Church zwischen Kirche und dem ehemaligen Pfarrhaus der Kirche. Das Kilchoman Cross ist als Scheduled Monument denkmalgeschützt. Zusammen mit Kildalton Cross und Kildalton Small Cross gehört zu den drei gut erhaltenen spätmittelalterlichen Keltenkreuzen der Insel.

## Beschreibung
Kilchoman Cross befindet sich inmitten des aus großteils aus dem 15. Jahrhundert stammenden Friedhofs der Kirche. Wann das Kilchoman Cross gefertigt wurde, ist nicht genau überliefert. Historic Scotland geht von einer Herstellung um das Jahr 1500 aus. Das etwa 2,5 m hohe Kreuz steht aufrecht auf einem dreistufigen, steinernen Podest. Der Schaft ist mit Bildern von Engeln, Kreuzigungsszenen sowie einigen lateinischen Inschriften verziert. Das Monument ist gut erhalten und entspricht in seiner Bauart dem Campbeltown Cross in Campbeltown auf der Halbinsel Kintyre.